# 尼特拉區
48°18′36″N 18°5′9″E / 48.31000°N 18.08583°E

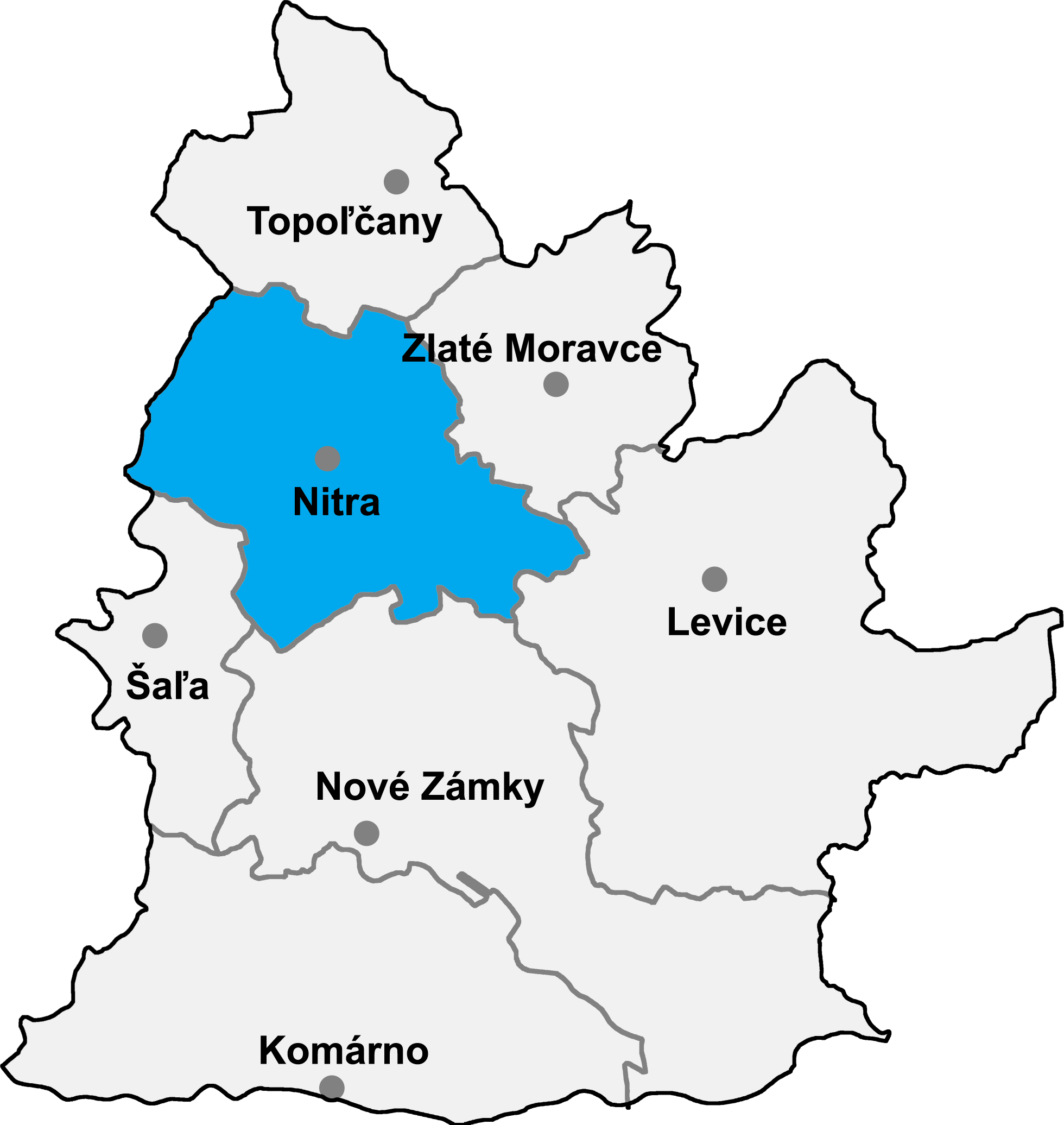

尼特拉區，是斯洛伐克的一個區，位於該國西南部，由尼特拉州負責管轄，面積871平方公里，2001年該區人口163,540，人口密度每平方公里190人。